# Saint-Gondon
Saint-Gondon település Franciaországban, Loiret megyében. Lakosainak száma 1046 fő (2022. január 1.). Saint-Gondon Dampierre-en-Burly, Coullons, Lion-en-Sullias, Nevoy, Poilly-lez-Gien és Saint-Florent községekkel határos.

## Népesség
A település népessége az elmúlt években az alábbi módon változott:
| Lakosok száma | 540  | 683  | 778  | 1024 | 1118 | 1116 | 1109 | 1096 | 1079 | 1046 |
|               | 1968 | 1982 | 1990 | 2006 | 2013 | 2015 | 2017 | 2019 | 2020 | 2022 |